# 大宮町 (台北市)
大宮町（おおみやちょう）は、日本統治時代の台北市の行政区。市の北端に位置する。町内に台湾神宮があったことから、この名が付けられた。現在の中山区のおおよそ中山北路四段から北安路の地域が大宮町に含まれる。

## 町内施設
- 台湾神宮（現・円山大飯店）
- 淡水線宮ノ下乗降場
- 剣潭古寺（中国語版）
- 明治橋（現・中山橋）